# Joel Mustonen
Joel Mustonen, född 18 september 1992 i Uleåborg, Finland som för närvarande spelar för IF Björklöven  i Hockeyallsvenskan, är en finländsk professionell ishockeyspelare som tidigare har spelat för bland annat Skellefteå AIK och Örebro HK.

## Klubbar
- Skellefteå AIK
- Pelicans
- Örebro HK
- Frölunda HC
- Örebro HK